# ディミトリオス・シオヴァス
- ディミトリス・シオヴァス

ディミトリオス・シオヴァス（Dimitrios Siovas、1988年9月16日 - ）は、ギリシャ・ドラマ県ドラマ出身のプロサッカー選手。元ギリシャ代表。ポジションはDF。
メディアによっては "ディミトリス・シオヴァス"（Dimitris Siovas）と表記されることもある。

## 来歴
2008年にパニオニオスFCとプロ契約を結び、2008-09シーズンにプロデビュー。同シーズンにイオニコスFCにローン移籍した後、2011-12シーズンまで所属した。
2012年6月15日、オリンピアコスFCと4年契約を締結。UEFAチャンピオンズリーグにも出場するなど、主力として活躍した。
2016年12月29日、スペイン・プリメーラ・ディビシオンのCDレガネスに、2016-17シーズン終了までローン移籍が決定。2017年2月4日のアトレティコ・マドリード戦でリーガ初出場。4月9日のCAオサスナ戦でリーガ初ゴールを決めるなど、加入後全試合に起用され、トップリーグ残留に貢献。
2017年6月19日、レガネスへの完全移籍が決定し、2021年までの契約を締結。2017-18シーズンは24試合に起用され、2年連続でラ・リーガ残留に貢献した。翌2018-19シーズンはリーグ戦34試合に出場し、2年連続のリーガ残留に貢献。しかし、2019年12月1日のセビージャFC戦で、試合開始僅か10秒で右膝の重傷で途中交代を余儀無くされた。
2020年9月16日、SDウエスカと2年契約を締結した。しかし、リーグ18位に終わり、2年連続で2部降格を味わった。
2022年1月30日、フォルトゥナ・シッタートに加入した。

## ギリシャ代表
2007年にオーストリアで開催されたUEFA U-19欧州選手権2007に、U-19ギリシャ代表の一員として出場し、準優勝に貢献。翌2008年はU-21代表にも召集。
フル代表は2012年8月15日のノルウェー戦で初出場。しかし、2014 FIFAワールドカップのメンバーには未召集に終わった。